# Cheerleadervereinigung Deutschland
Die Cheerleadervereinigung Deutschland (CvD) ist ein im American Football Verband Deutschland (AFVD) organisierter Cheerleader-Verband. Die Vereinigung besitzt einen durch den Bundescheerleadertag gewählten Vorstand. Aufgabe der CvD ist die fachliche Betreuung der Sportart Cheerleading auf Bundesebene. 2008 wurden weitere Aufgabenbereiche wie die Bekämpfung von Doping, die Förderung von Leistungssport, Nachwuchsleistungssport, Schulsport und Jugendförderung an die CvD übertragen.

## Deutschen Cheerleading Meisterschaft
Die CvD erstellt das bundesweit gültige Regelwerk, betreut die Deutsche Cheerleading-Meisterschaften und führt Trainerlehrgänge der Stufe B durch. Alle Meisterschaften sind in vier Altersklassen aufgeteilt, deren Alterszuordnungen jede Saison leicht variieren. In der Wettkampfsaison 2025/2026 sind das:
Peewees
bis 12 Jahre
Junior
10 bis 17 Jahre
Senior
ab 16 Jahren
Master
ab 25 Jahren

## Geschichte

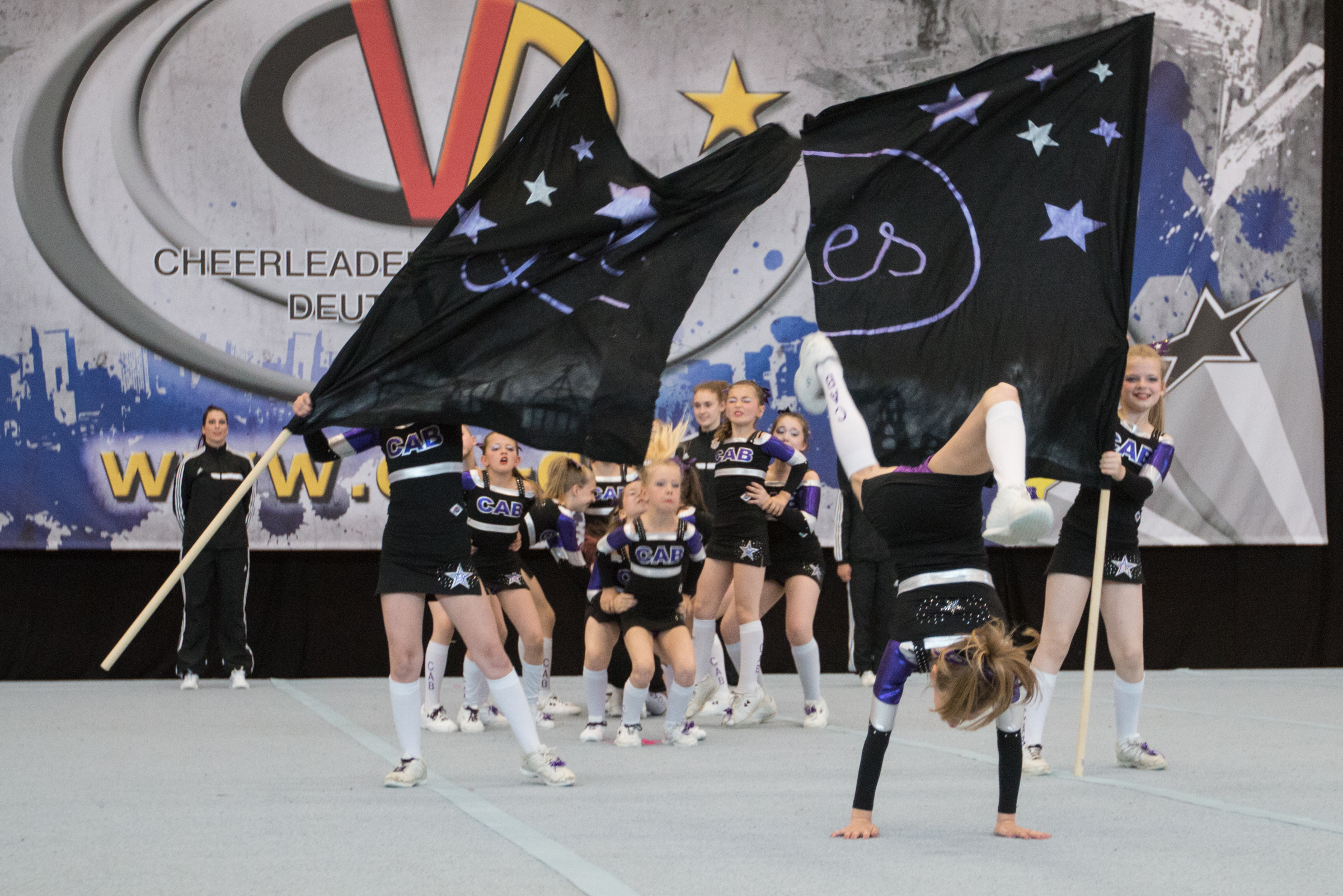
CAB Lilies bei der Deutschen Meisterschaft (CvD) 2015 in Stuttgart.

Die CvD entstand im Jahr 2002 aus dem Bundescheerleaderausschuss heraus und konstituierte sich am 5. April 2003 unter dem Dach des AFVD. Bis dahin gab es nur eine Vorsitzende sowie deren Stellvertretung. Mit der CvD wuchsen auch die Aufgaben, die dieser übertragen wurden, stetig an. Die sogenannte Sprechergruppe spiegelte nun die Verantwortlichkeit für Regelwerk, Deutsche Cheerleading Meisterschaften, Ausbildung, Juroren und Jugend wider.
Auf dem Bundescheerleadertag 2008 wurde die Sprechergruppe als Vorstand neu definiert. Der CvD-Vorstand besteht nun aus der Vorsitzenden und vier Stellvertretern.
CvD-Vorsitzende:
- 2003–2005  Frauke Böttcher
- 2005–2007  Heike Haslbeck
- 2007–2008  Ingolf Neumann
- ab 2008 Anne Urschinger

## Vorstand
- Vorsitzende: Anne Urschinger
- Stellvertretende Vorsitzende: Annett Sobek
- Stellvertretende Vorsitzende: Ramona Marshall
- Stellvertretende Vorsitzende: Birgit Noppens
- Stellvertretende Vorsitzende: Anja Westermann

(Stand 5. März 2012)